# Championnat d'Irlande du Nord de football 1985-1986
Navigation
Édition précédente Édition suivante
Le 84e Championnat d'Irlande du Nord de football se déroule en 1985-1986. Linfield FC remporte son trente-huitième titre (le cinquième consécutif) titre de champion d’Irlande du Nord avec huit points d’avance sur le deuxième Coleraine FC. Ards FC, complète le podium.  
Aucun système de promotion/relégation n’est mis en place.
Avec 14 buts marqués,   Trevor Anderson  de Linfield FC remporte pour la deuxième fois le titre de meilleur buteur de la compétition.

## Les 14 clubs participants
| Club             | Stade                 | Capacité | Ville         |
| ---------------- | --------------------- | -------- | ------------- |
| Ards FC          | Castlereagh Park      | 8 000    | Newtownards   |
| Ballymena United | The Showgrounds       | 7 500    | Ballymena     |
| Bangor FC        | Clandeboye Park       | 4 000    | Bangor        |
| Carrick Rangers  | Taylor's Avenue       | 6 000    | Carrickfergus |
| Cliftonville FC  | Solitude              | 7 200    | Belfast       |
| Coleraine FC     | The Showgrounds       | 6 600    | Coleraine     |
| Crusaders FC     | Seaview               | 9 100    | Belfast       |
| Distillery FC    | New Grosvenor Stadium | 8 000    | Lisburn       |
| Glenavon FC      | Mourneview Park       | 7 300    | Lurgan        |
| Glentoran FC     | The Oval              | 14 100   | Belfast       |
| Larne FC         | Inver Park            | 6 000    | Drumahoe      |
| Linfield FC      | Windsor Park          | 20 500   | Belfast       |
| Newry Town       | The Showgrounds       | 6 500    | Newry         |
| Portadown FC     | Shamrock Park         | 5 800    | Portadown     |

## Compétition

### Classement
Le classement est établi sur le barème de points classique (victoire à 2 points, match nul à 1, défaite à 0).
| Rang | Équipe           | Pts | J  | G  | N  | P  | Bp | Bc | Diff |
| ---- | ---------------- | --- | -- | -- | -- | -- | -- | -- | ---- |
| 1    | Linfield FC T    | 43  | 26 | 20 | 3  | 3  | 59 | 16 | +43  |
| 2    | Coleraine FC     | 35  | 26 | 16 | 3  | 7  | 51 | 31 | +20  |
| 3    | Ards FC          | 31  | 26 | 12 | 7  | 7  | 37 | 19 | +18  |
| 4    | Glentoran FC C   | 31  | 26 | 14 | 3  | 9  | 42 | 26 | +16  |
| 5    | Crusaders FC     | 31  | 26 | 13 | 5  | 8  | 42 | 34 | +8   |
| 6    | Larne FC         | 28  | 26 | 10 | 8  | 8  | 49 | 34 | +15  |
| 7    | Ballymena United | 27  | 26 | 10 | 7  | 9  | 43 | 30 | +13  |
| 8    | Cliftonville FC  | 25  | 26 | 8  | 9  | 9  | 43 | 30 | +13  |
| 9    | Distillery FC    | 24  | 26 | 9  | 6  | 11 | 30 | 49 | -19  |
| 10   | Portadown FC     | 23  | 26 | 10 | 3  | 13 | 22 | 32 | -10  |
| 11   | Glenavon FC      | 21  | 26 | 5  | 11 | 10 | 26 | 36 | -10  |
| 12   | Bangor FC        | 18  | 26 | 6  | 6  | 14 | 31 | 45 | -14  |
| 13   | Newry Town       | 17  | 26 | 6  | 5  | 15 | 28 | 59 | -31  |
| 14   | Carrick Rangers  | 10  | 26 | 2  | 6  | 18 | 12 | 58 | -46  |

| Légende : Qualifications et relégations | Légende : Qualifications et relégations                                      |
| --------------------------------------- | ---------------------------------------------------------------------------- |
|                                         | Coupe d'Europe des Clubs champions 1986-1987                                 |
|                                         | Coupe d'Europe des vainqueurs de coupe 1986-1987                             |
|                                         | Coupe UEFA 1986-1987                                                         |
|                                         | Relégation en deuxième division                                              |
|                                         | T : Tenant du titre C : Vainqueurs de la Coupe d'Irlande du Nord de football |

## Bilan de la saison
| Tableau d'Honneur                         |             |
| Compétition                               | Vainqueur   |
| Championnat d'Irlande du Nord de football | Linfield FC |
| Coupe d'Irlande du Nord de football       | Glentoran   |

| Promotions et relégations |       |
| Relégués                  | Aucun |
| Promus                    | Aucun |

## Statistiques

### Meilleur buteur
1. Trevor Anderson, Linfield FC, 14 buts